# Filippinernas självständighetsdag
Filippinernas självständighetsdag  (filipino: Araw ng Kasarinlan; eller Araw ng Kalayaan, lit. "Frihetsdagen") är en allmän helgdag i Filippinerna, som firas 12 juni. Den firas till minne av  Filippinernas självständighetsförklaring den 12 juni 1898. Dagen är Filippinernas nationaldag.